# Nadleśnictwo Lubartów
Nadleśnictwo Lubartów – jednostka organizacyjna Lasów Państwowych podległa Regionalnej Dyrekcji Lasów Państwowych w Lublinie. Siedziba nadleśnictwa znajduje się w Lubartowie, w powiecie lubartowskim, w województwie lubelskim.
Nadleśnictwo obejmuje część powiatów lubartowskiego, lubelskiego, łęczyńskiego i radzyńskiego.

## Historia
Nadleśnictwa Lubartów i Kozłówka powstały w 1944 i objęły w znacznej większości znacjonalizowane przez komunistów lasy prywatne oraz częściowo przedwojenne lasy skarbowe. 1 stycznia 1973 połączono nadleśnictwa Lubartów i Kozłówka.

## Ochrona przyrody
Na terenie nadleśnictwa znajduje się jeden rezerwat przyrody - Kozie Góry oraz Kozłowiecki Park Krajobrazowy.

## Drzewostany
Typy siedliskowe lasów nadleśnictwa (z ich powierzchniowym udziałem procentowym):
- las mieszany świeży 52%
- bór mieszany świeży 16%
- las świeży 10%
- bór świeży 8%
- las mieszany wilgotny 5%
- bór mieszany wilgotny 4%
- ols 2%
- las wilgotny 2%
- inne 1%